# ラグーナ陸軍飛行場

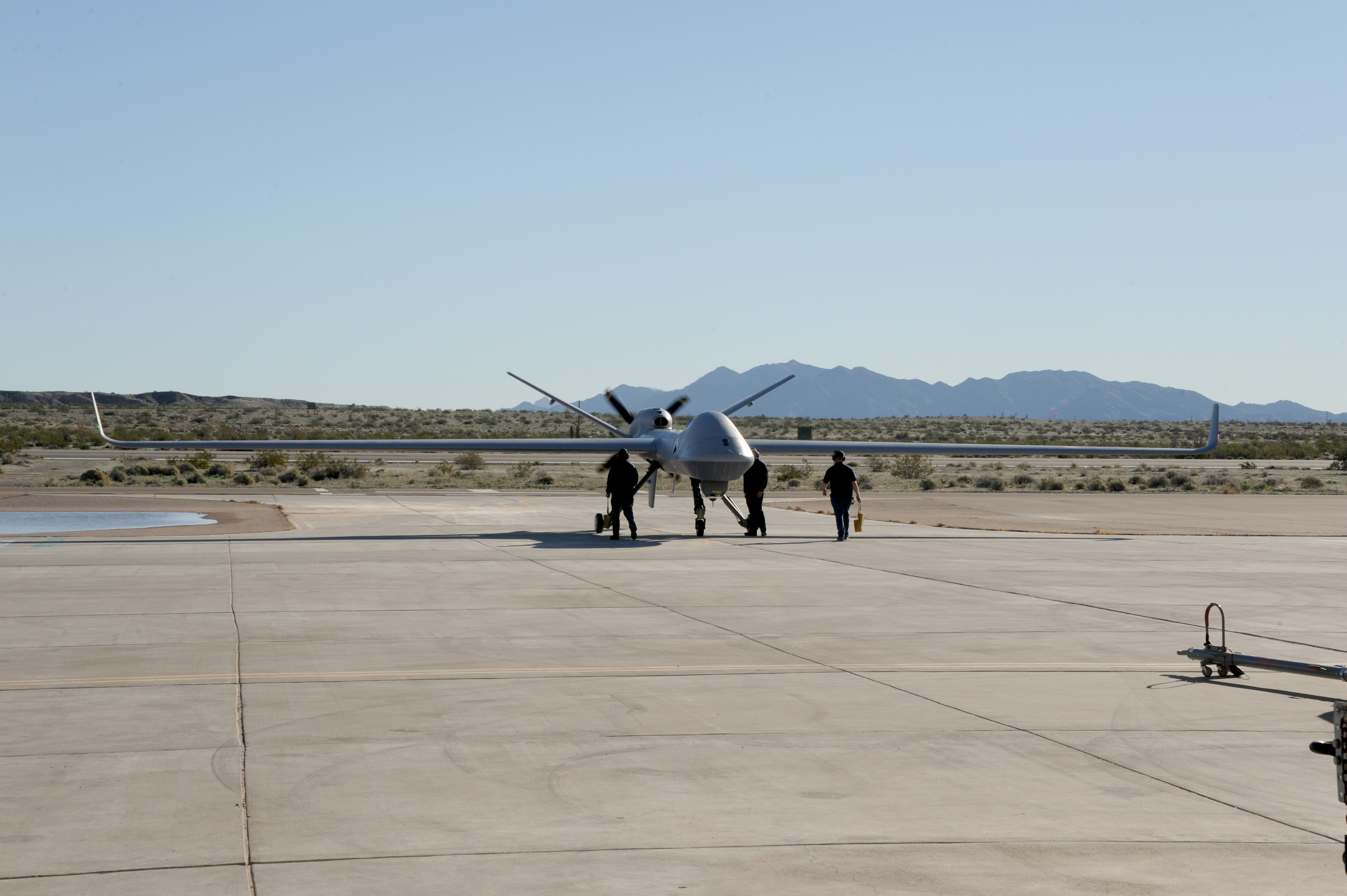
MQ-9Bは、ラグーナ陸軍飛行場をテストと認証に使用した。これには、連続飛行時間48.2時間の記録、民間空域を飛行する無人航空機として初のFAA認証の取得が含まれる。

ラグーナ陸軍飛行場（英語: Laguna Army Airfield）は、アメリカ合衆国アリゾナ州ユマ郡の中央ビジネス地区から北東に14マイル (23 km)離れた、ユマ試験場にある軍用飛行場。管制塔が運用されており、飛行場周辺のクラスD空域内で航空交通管制を行っている。
ラグーナ陸軍飛行場は、第二次世界大戦中にキャンプ・ラグーナとユマ陸軍飛行場（現在のユマ海兵隊航空基地）の支援のために建設された。ここは、アリゾナ州の第二次世界大戦中の陸軍飛行場の1つである。

## 設備
ラグーナ陸軍飛行場は、アスファルトで舗装された2本の滑走路を有する。
- 18/36、6,118 x 150フィート（1,865 x 46 m）
- 6/24、6,000 x 100フィート（1,829 x 30 m）